# عداد مياه

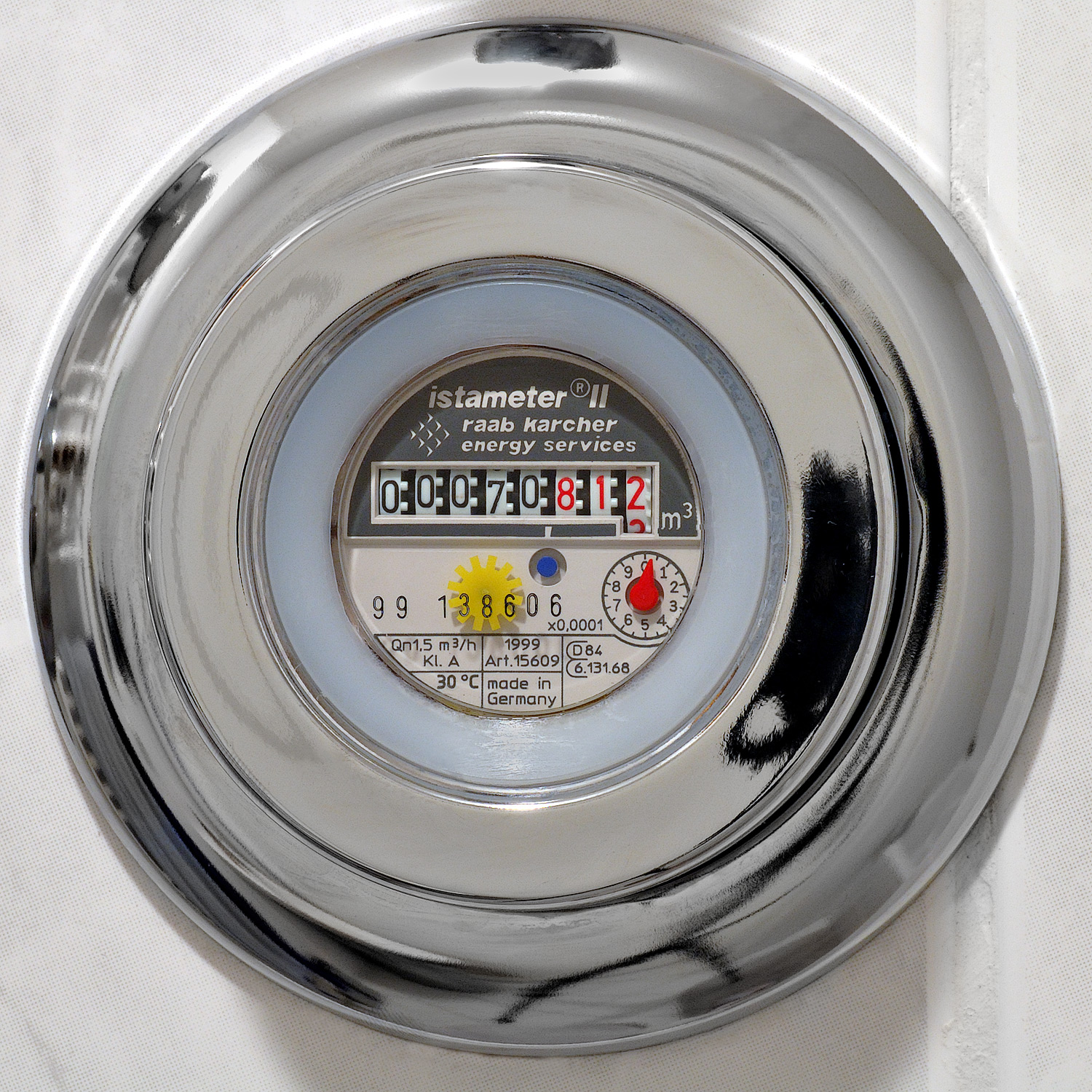
عداد مياه.

عداد المياه هو جهاز قياس يستخدم لمعرفة كمية ومقدار الماء المتدفق، وذلك بإظهار رقم يدل على الحجم.
تشرف بلديات المدن والهيئات المختصة من وزارات ودوائر حكومية على تركيب عدادات المياه وتقييسها. يركب عداد المياه لكل وحدة منزلية أو صناعية بحيث يمكن قياس الكمية المستهلكة خلال فترة زمنية معينة، تصدر عادة على شكل فاتورة تخصص باسم فاتورة المياه، وبعض الدول تدمجها مع خدمة الكهرباء المقدمة.
تقاس كمية المياه المتدفقة بوضع العداد على المجرى الرئيسي المغذي للوحدة السكنية أو الصناعية، ويقاس بوحدة المتر المكعّب في أغلب الدول، في حين أنها في الولايات المتحدة تقاس بالقدم المكعّب أو بوحدة الغالون.